# چکمه‌های بالای زانو

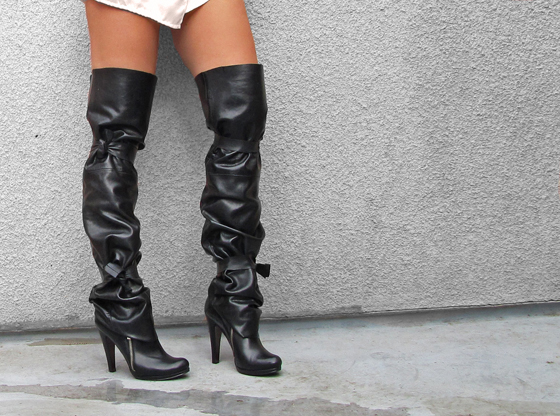
چکمه‌های بالای زانوی بلند چرمی پوشیده شده‌است

چکمه‌های بالای ران (به انگلیسی: Thigh-high boots) که به چکمه‌های بالای زانو یا به سادگی چکمه‌های ران نیز شناخته می‌شوند، چکمه‌هایی هستند که از بالای زانو تا حداقل وسط ران کشیده می‌شوند. از دیگر اصطلاحات این کفش می‌توان به چکمه‌های روی زانو (به اختصار چکمه‌های OTK) اشاره کرد که عبارت کامل برای چکمه‌های زنانه و به‌ویژه زمانی که با کاف بسته می‌شوند نیز استفاده می‌شود. قد آنها از بالای زانو تا رسیدن به تقریباً فاق متفاوت است (که به آن چکمه‌های فاق یا چکمه‌های فاق بلند گفته می‌شود).
چکمه‌های بالای ران از موادی از انواع چرم گرفته تا مواد مصنوعی مختلف (از جمله پلی‌وینیل کلراید، پلی‌اورتان یا لاتکس) تا پارچه‌های مختلف (مانند ابریشم یا میکروفیبر پلی استر) ساخته می‌شوند. بسیاری از آنها دارای زیپ هستند، اما برخی به‌صورت چکمه‌های کشی طراحی شده‌اند. ارتفاع پاشنه آنها متفاوت است، اما بیشتر مدل‌ها یا با کف صاف هستند یا با پاشنه‌های بزرگتر از ۳ اینچ (۷٫۵) سانتی‌متر هستند). مدل‌های پاشنه از میخی فلزی گرفته تا کلفت متفاوت است. مانند سایر چکمه‌ها، آنها همچنین می‌توانند پلت فرم لژ کفش داشته باشند.
چکمه‌های بالای ران مورد توجه و علاقه بسیاری افراد با گرایش اروتیسم یا کینک می‌باشد. آنها به عنوان لباس فتیش در فتیشیسم چکمه و فتیشیسم کفش استفاده می‌شوند. چکمه‌های بالای ران ارزان‌تر اغلب توسط روسپی‌ها و مدل‌های زن حرفه‌ای پوشیده می‌شوند، بنابراین بسیاری از مردم آن‌ها را نماد چنین مشاغلی می‌دانند. به دلیل دومی، آنها اغلب با سادومازوخیسم همراه هستند. با این وجود، آنها اغلب توسط طراحان لباس رده بالا به فروش می‌رسند، شاید به دلیل اروتیسم ضمنی. چکمه‌های بلند بالای ران توسط بسیاری نماد قدرت، اقتدار و جذابیت جنسی زنان در نظر گرفته می‌شود.
چکمه‌های بالای ران فوق‌العاده هستند، به‌خصوص در مورد زنانی که پاهای بلندتری دارند: «هرچه کوتاه‌تر باشید، هنگام پوشیدن کفش‌هایی که به بالای زانو ختم می‌شود، پاهایتان از بالای چکمه کمتر دیده می‌شود و پاشنه بسیار بلند به ایجاد توهم بلندی قد کمک می‌کند، اما زمانی که چکمه بسیار بیشتر از پا دیده می‌شود، شما را از نظر دیداری کوتاه نشان می‌دهد.»

## تاریخ

### اواخر دوران ویکتوریا

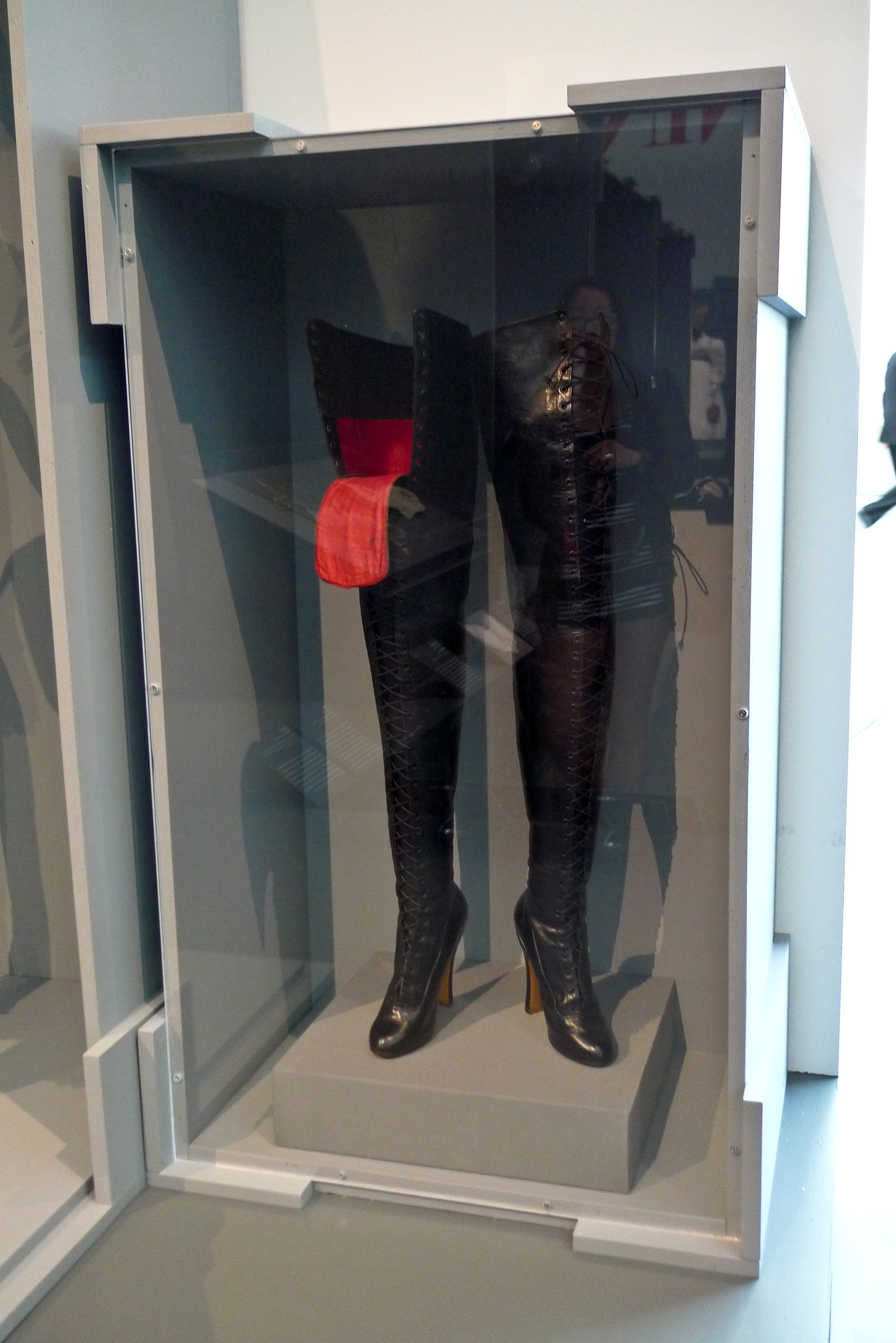
یک جفت چکمه فتیش، ج. ۱۹۰۰، در نمایشگاه موزه هنر شهرستان لس آنجلس.

چکمه‌های چرمی توری در تمام دوران ویکتوریا برای زنان مد بودند. در پایان قرن نوزدهم، چکمه‌های چرمی بنددار تا بالای زانو در میان روسپی‌های لندن به یک ترند تبدیل شده بود که می‌خواستند سبکی را داشته باشند که برای فتیشیست‌های پا و مشتریان علاقه‌مند به یافتن یک سلطه‌گر جذاب باشد.

### دهه ۱۹۶۰
چکمه‌های کینکی که به آن چکمه‌های فتیش نیز گفته می‌شود، چکمه‌هایی هستند که معمولاً با چرم براق و پاشنه بلند ساخته می‌شوند. ویژگی‌های افراطی آن‌ها به منظور ارائه ظاهری جذاب و دراماتیک، مانند یک فاحشه یا سلطه‌گر بود. ویژگی‌ها اغلب شامل پاشنه بلند، بلندی تا ران یا فاق یا رنگ‌ها یا مواد غیر معمول است.
چکمه‌هایی از این نوع، به ویژه چکمه‌های چرمی تا بالای ران که آنر بلکمن در نقش کتی گیل در فیلم انتقام‌جویان پوشیده بود، در آهنگ ۱۹۶۴ به نام Kinky Boots توسط بلکمن و همبازی او در انتقام‌جویان، پاتریک مکنی نام برده شده‌است.

## در مد
در مد زنانه، چکمه‌های بالای ران از نظر محبوبیت و طراحی مقبولیت زیادی ندارند. همان‌طور که توسط چندین نویسنده اشاره شده‌است، محبوبیت فیلم سینمایی زن زیبا به اعتبار چکمه‌های بالای ران به عنوان لوازم اصلی به موضوع لطمه می‌زند. با این وجود، در هر فصل مد پاییزی، یک یا چند طراح برای خرده فروش شانس و جذابیت خود را خواهند داشت.
مانند کفش به‌طور کلی، چکمه‌های بالای ران مد روز از طریق چندین کانال مختلف به بازار عرضه می‌شوند. تمایز کلیدی در بین این کانال‌ها، قیمت و ساخت و ساز است:
- طراحان مد کوتور
- طراحان مد
- طراحان کفش کوتور
- برندهای بوتیک
- فروشندگان مد و کفش

طراحان مد لباس برای بازاریابی چکمه‌های بالای ران از سالی به سال دیگر متفاوت خواهند بود. معرفی یک مدل بوت معمولاً برای طرح چکمه خط تولید طرفداران کینکی است. این چکمه‌ها معمولاً با بالاترین قیمت به بازار عرضه می‌شوند. طراحان مد نیز به‌طور مشابه هرچند با قیمت پایین‌تر به بازار توجه دارند.
تعدادی از مراکز طراحی کفش مد به‌طور منظم چکمه‌های بالای زانو را در مجموعه‌های خود قرار می‌دهند و قیمت آن مانند طراحان مد لباس بسیار بالا خواهد بود. نمونه‌هایی از این طراحان عبارتند از:
- برایان اتوود
- مانولو بلانیک
- جیمی چو
- کریستین لوبوتین
- سرجیو روسی (از گروه گوچی)
- استوارت وایتزمن
- جوزپه زانوتی

طراحان مد لباس به‌طور مرتب از مراکز طراحی کفش برای طراحی چکمه‌ها و کفش‌های مجموعه خود استفاده می‌کنند.
چکمه‌های بالای زانو جزء اصلی چندین برند بوتیک ایتالیایی هستند، از جمله:
- جانمارکو لورنزی
- چپ و راست
- لو سیلا
- لوریبلو
- نماد

قیمت این چکمه‌ها می‌تواند بسیار بالا باشد، به خصوص در بوتیک‌های خرده فروشی، اما در بیشتر طراحان لباس متفاوت است. برخی از مارک‌ها از طریق فروشندگان eBay و فروشندگان عمده با قیمت‌های تخفیف دار در دسترس هستند. پایین‌ترین سطح قیمت معمولاً خرده فروشان مد هستند. خرده فروشانی که به‌طور منظم چکمه‌های روی ران را در خط تولید خود به بازار عرضه می‌کنند عبارتند از:
- آلدو
- بی‌بی استورس
- ویکتوریا سیکرت

### پاییز ۲۰۱۰
در پاییز ۲۰۱۰، چکمه‌های بالای زانوی بلند به عنوان برجسته‌ترین مد از پاییز ۲۰۰۹ تکرار شد. طراحان و خانه‌های مد که با طرح‌های خود آنها را نشان دادند عبارتند از:
- باربری پرورسوم[۲]
- کریستین دیور[۳]
- هرمس[۴]
- ویونت[۵]

### پاییز ۲۰۰۹
فصل مد پاییز ۲۰۰۹، چکمه‌های بالای زانو را به‌عنوان یکی از لوازم جانبی مد کلیدی در این فصل به نمایش گذاشت و در نتیجه این سبک در اوایل سال ۲۰۰۹ به عنوان یک روند مد اعلام شد. با دستیابی به مخاطبان گسترده‌تری از طریق سرمقاله‌های مجلات مد، سبک کفش در دو صفحه‌آرایی متفاوت در شماره سپتامبر ۲۰۰۹ ووگ ایالات متحده نشان داده شد. بسیاری از فروشگاه‌های مد خیابانی در مجموعه‌های پاییز ۲۰۰۹ خود، چکمه‌های بلند را به نمایش گذاشتند و بسیاری از طراحان مد نیز آن‌ها را در مجموعه‌های لباس آماده خود به نمایش گذاشتند.
میوچیا پرادا با چکمه‌های بالای زانوی خود که برای مد طراحی شده بود، حاشیه‌های مد را پیش برد. یک نسخه حتی دارای جوراب‌هایی برای آویزان کردن قسمت بالایی از یک کمربند بود. درست پشت سر او، استلا مک کارتنی، با سه چکمه فاق بلند با رویه‌های مصنوعی، در ادامه تمرین معمول دوست‌دار حیوانات او قرار داشت. هر سه انگشت پا بریده شده و پاشنه‌های رکابی افراطی داشتند و یکی دارای رویه‌ای چند طرح و سوراخ شده بود.
دیگر خانه‌های طراحی که چکمه‌های ران پا را در خطوط پاییز ۲۰۰۹ نشان دادند عبارتند از:
- الکساندر مک کوئین[۱۰]
- کاترین مالاندرینو[۱۱]
- سلین
- کلوئه[۱۲]
- گوچی[۱۳]
- هالستون[۱۴]
- لویی ویتون[۱۵]

## چکمه‌های ران در رسانه‌های معاصر
چکمه‌های بالای زانو در سال‌های اخیر توسط افراد مشهور زیادی پوشیده شده‌است. آریانا گرانده مدل‌های بسیاری از چکمه‌های بلند بالای زانو را در لباس خود گنجانده‌است. به همین دلیل مقالات زیادی برای تبلیغات چکمه‌های بالای ران منتشر شد که منجر به افزایش تقاضا برای این کالا شد. همچنین می‌توان به این واقعیت مرتبط باشد که سال‌های ۲۰۱۸–۲۰۱۹ شاهد روندی بود که روندهای محبوب دهه ۹۰ دوباره مد شدند.

## فتیش

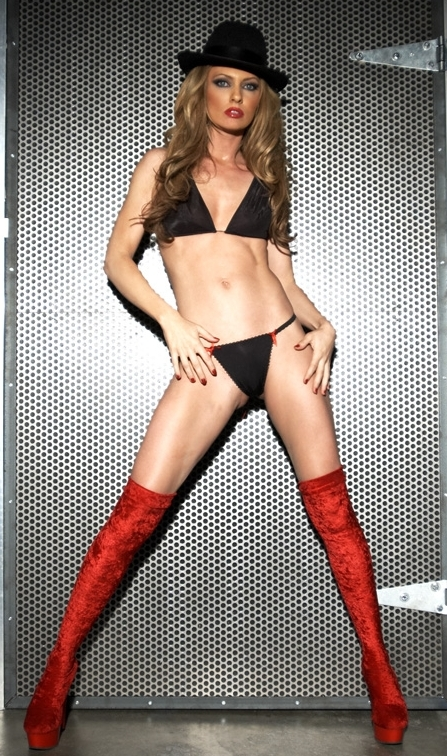
چکمه‌های بالای ران استیج یا لباسی با مفاهیم فتیش، چکمه تا بالای ران به یک تکه از آن تبدیل شده است.

چکمه‌های بالای ران به‌عنوان محصولاتی از لباس‌های فتیش، حداقل به دهه ۱۹۵۰ برمی‌گردد، زمانی که ایروینگ کلاو از آن‌ها در لباس‌های زنانه در عکاسی اروتیک خود استفاده کرد. از آن زمان، آنها جزء اصلی عکاسی فتیش و بزرگسالان بوده‌اند. به عنوان مثال، باب گوچیون از حیوان خانگی پنت هاوس سال ۱۹۸۲، کورین آلفن، در یک جفت چکمه بالای زانوی چرمی مشکی برای چیدمان ویژگی‌های خود عکاسی کرد. به‌طور مشابه، دوایت هوکر از همبازی ۲۵ سالگی پلی‌میت، Candy Loving، با چکمه‌های چرمی سفید روی زانو برای چیدمان عکس گرفت.
تا دهه ۲۰۰۰، چکمه‌های بالای زانوی فتیش به‌طور کلی از چکمه‌های مد متمایز بودند، زیرا در بسیاری از ابعاد طراحی، به ویژه ارتفاع پاشنه و ارتفاع پلت فرم، افراطی تر بودند. در اواخر دهه ۲۰۰۰، این روند به آرامی تغییر کرد زیرا برخی از طراحان لباس، به ویژه کریستین لوبوتین، طرح‌های شدیدتری را در کفش‌های خود آزمایش کردند. در نتیجه، تفاوت بین این دو در حال حاضر بیشتر تابعی از مواد مورد استفاده است. به‌طور خاص، چکمه‌های روی ران فتیش تمایل دارند از پلی اورتان (PU) یا وینیل (اغلب) ساخته شوند. به اشتباه اشاره شده‌است به عنوان (چرم مصنوعی). علاوه بر این، آنها به‌طور کلی در چین تولید می‌شود و با هزینه پایین فروخته می‌شود. برخی از پینه‌دوزهای اروپایی در بازار چکمه‌های بالای زانو با قیمت بالاتر تخصص دارند.

## شمایل نگاری و نمادگرایی در تصاویر متحرک
تصاویر متحرکی که در آن چکمه‌های ران در کمد لباس بازیگران برجسته بود عبارتند از:
- در فیلم زن زیبا محصول ۱۹۹۰، قهرمان داستان، ویویان وارد (با بازی جولیا رابرتز)، چکمه‌های وینیل مشکی بالای زانوی خود را در طول قسمت اول فیلم به عنوان نمادی از نقش او به عنوان یک فاحشه می‌پوشد.
- در فیلم «شیطان پرادا می‌پوشد» محصول ۲۰۰۶، اندی ساکس (با بازی آن هاتاوی)، قهرمان داستان، تغییر شکل زشت جوجه اردک به قو را با وارد شدن به دفتر کارفرما با پوشیدن یک جفت چکمه بالای زانوی مشکی شنل تکمیل می‌کند. کمد لباس اندی برای این صحنه و بقیه فیلم توسط مشتری مدار، استایلیست و طراح مشهور پاتریشیا فیلد طراحی شده‌است.
- گلن کلوز (کرولا) در فیلم‌های لایو اکشن ۱۰۱ و ۱۰۲ سگ خالدار، به ترتیب چکمه‌های پی‌وی‌سی مشکی و مشکی ران/فاق می‌پوشد. چکمه‌های او در نهایت آغشته به ملاس و گل می‌شود.

## نگارخانه

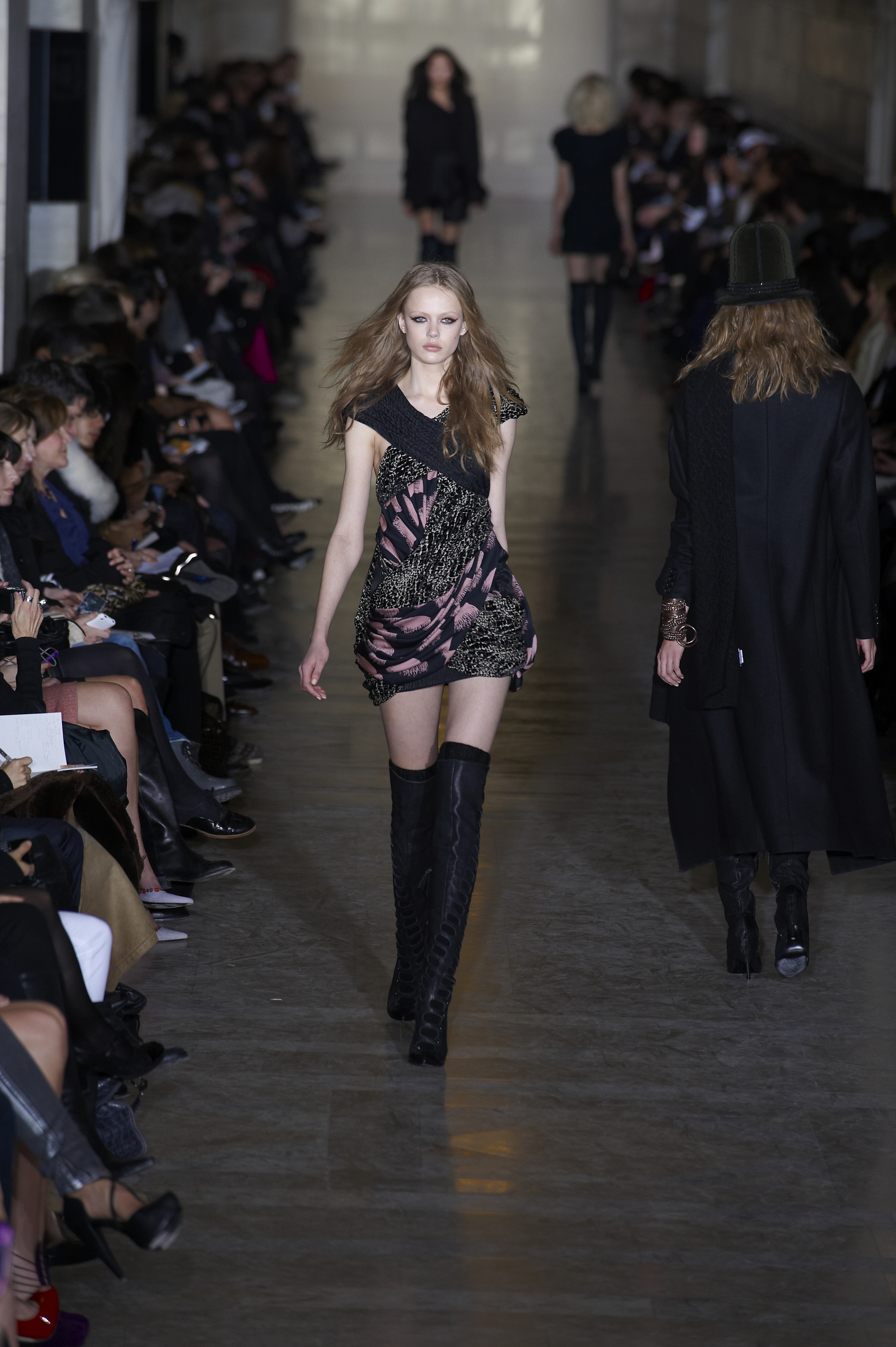
چکمه‌های بالای ران جیل استوارت در فشن شوی پاییز زمستان ۲۰۱۰.
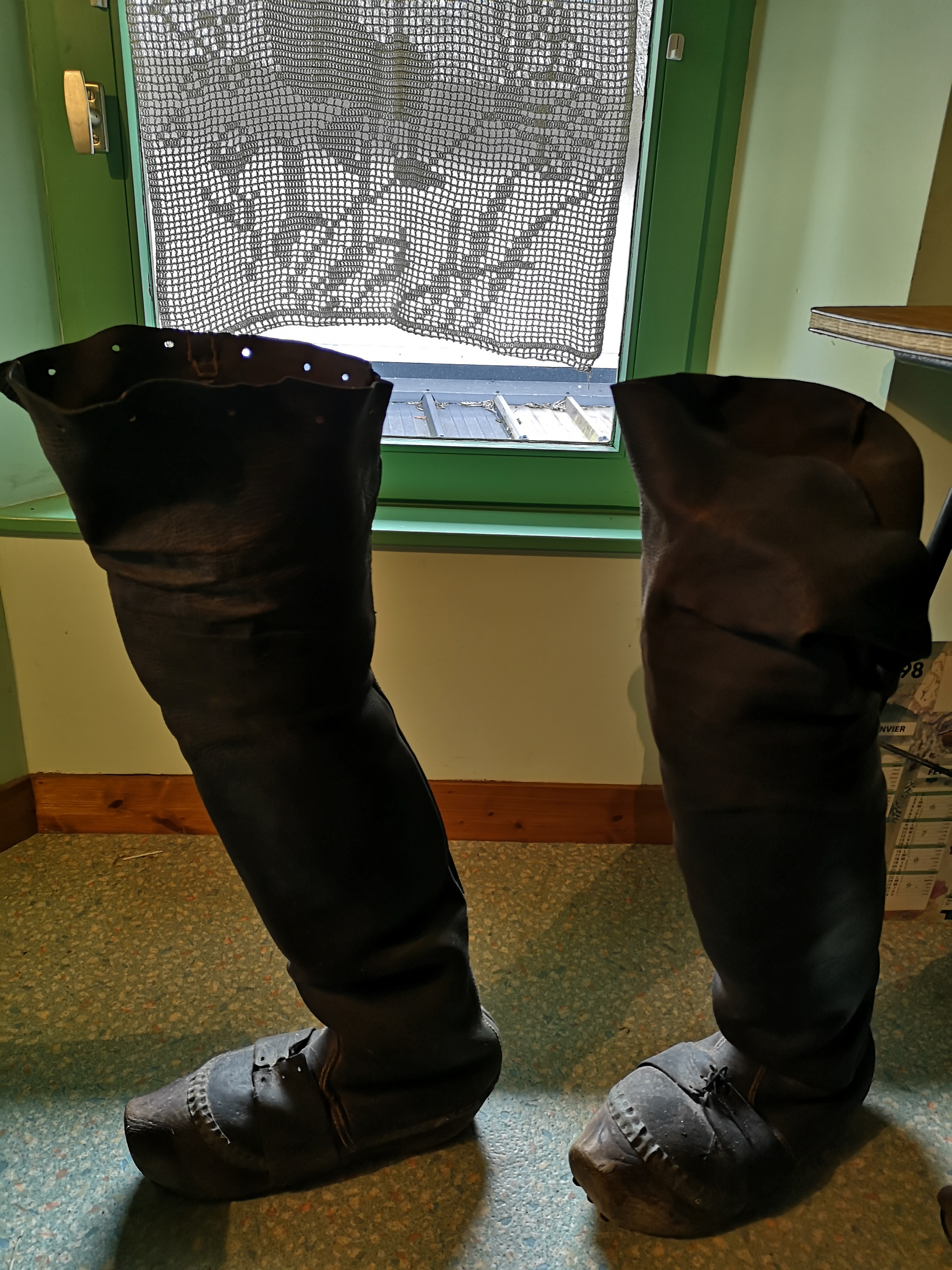
چکمه شکاربان قدیمی در بریر
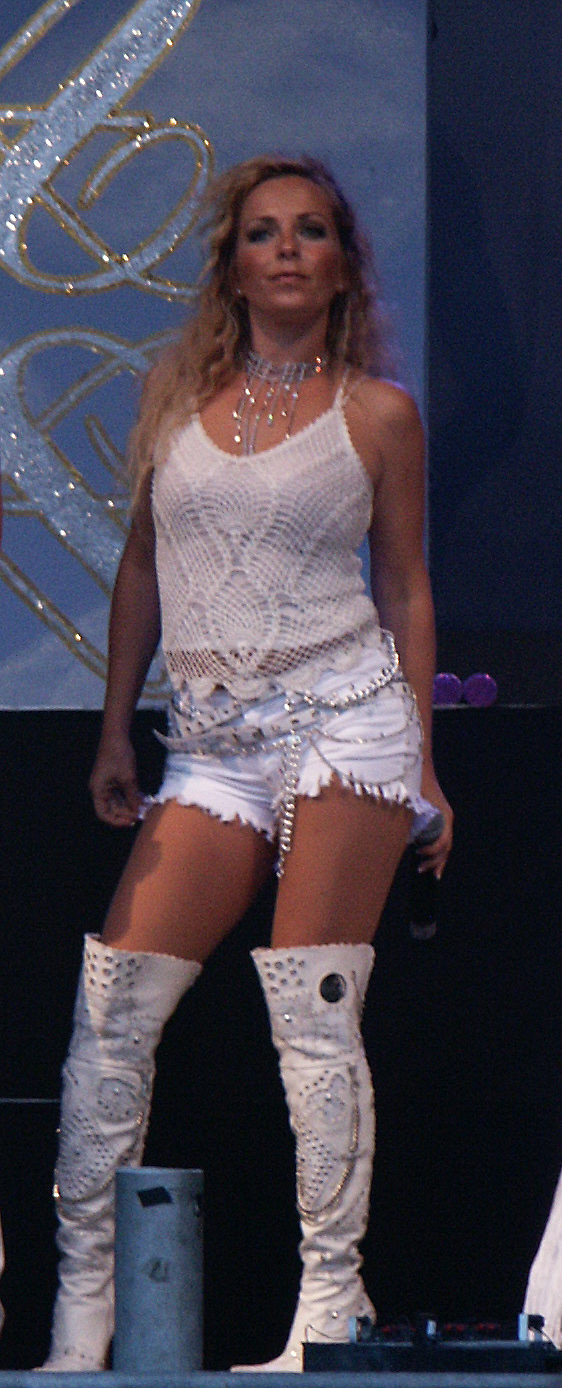
قبل از گسترش گسترده در اواسط دهه ۲۰۰۰، در انحصار لباس‌های صحنه باقی ماندند. در اینجا تس مرکل در کنسرت (۲۰۰۴) با چکمه‌های بالای ران بلند و شلوارک.
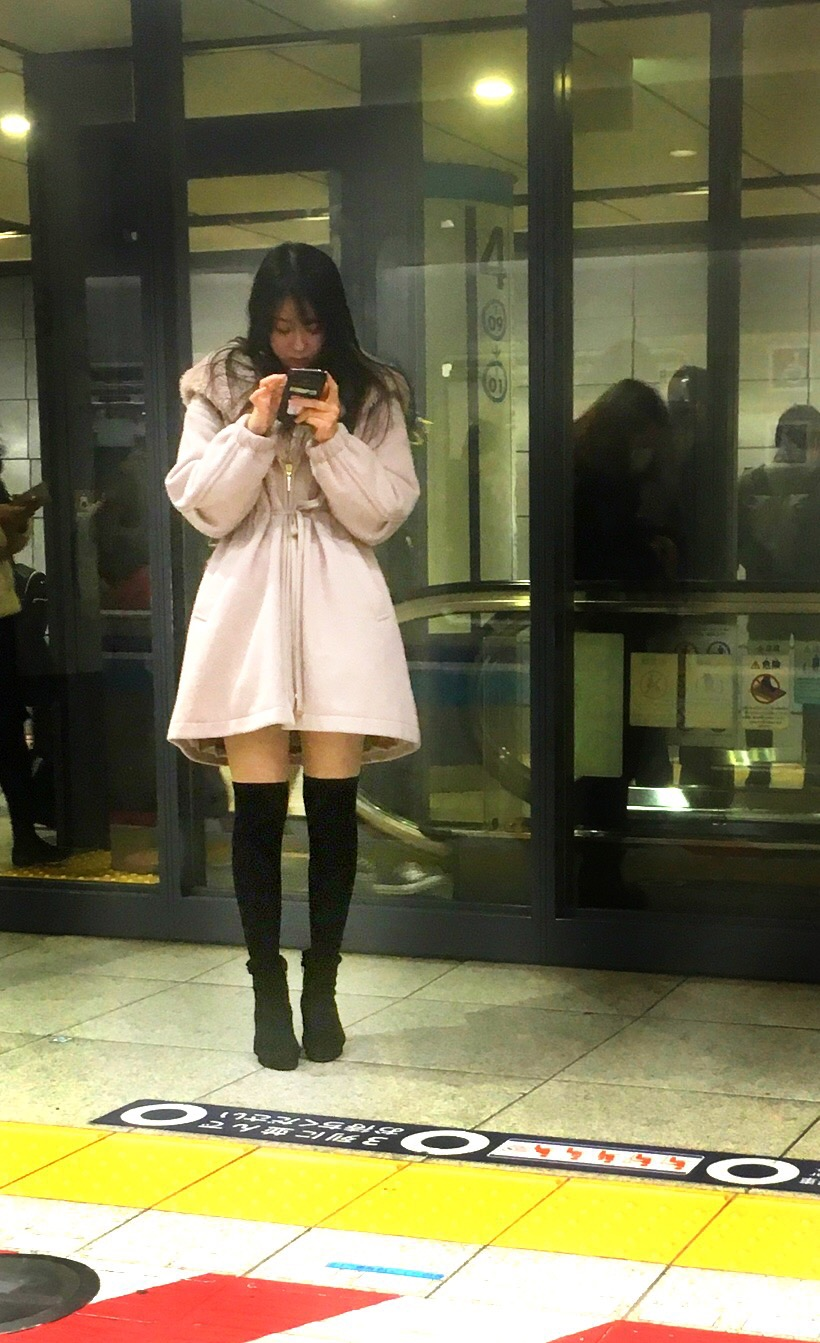
دختری با چکمه‌های بلند عکس ۲۰۲۰
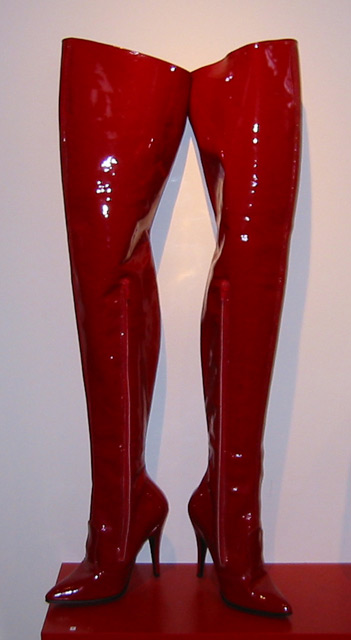
چکمه‌های بالای ران وینیل قرمز به عنوان هنری
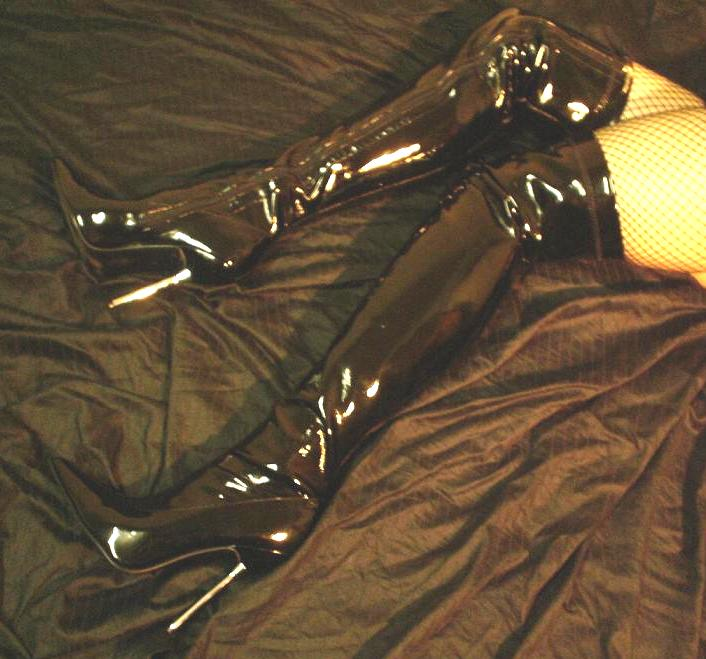
چکمه‌های وینیل فتیش مشکی تا بالای ران (یا تا ران).
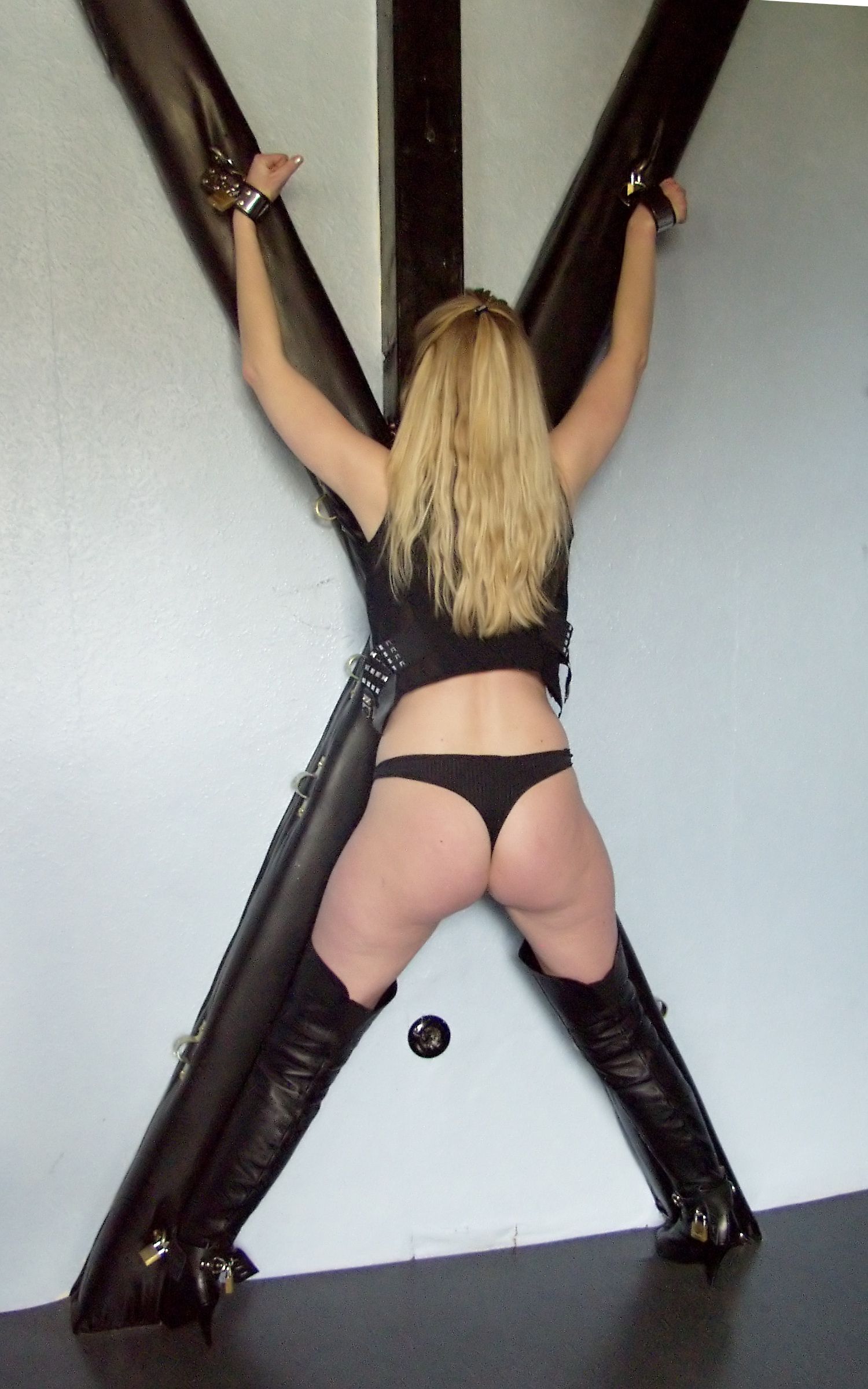
چکمه بالای زانوی بخشی از لباس بی‌دی‌اس‌ام شده است
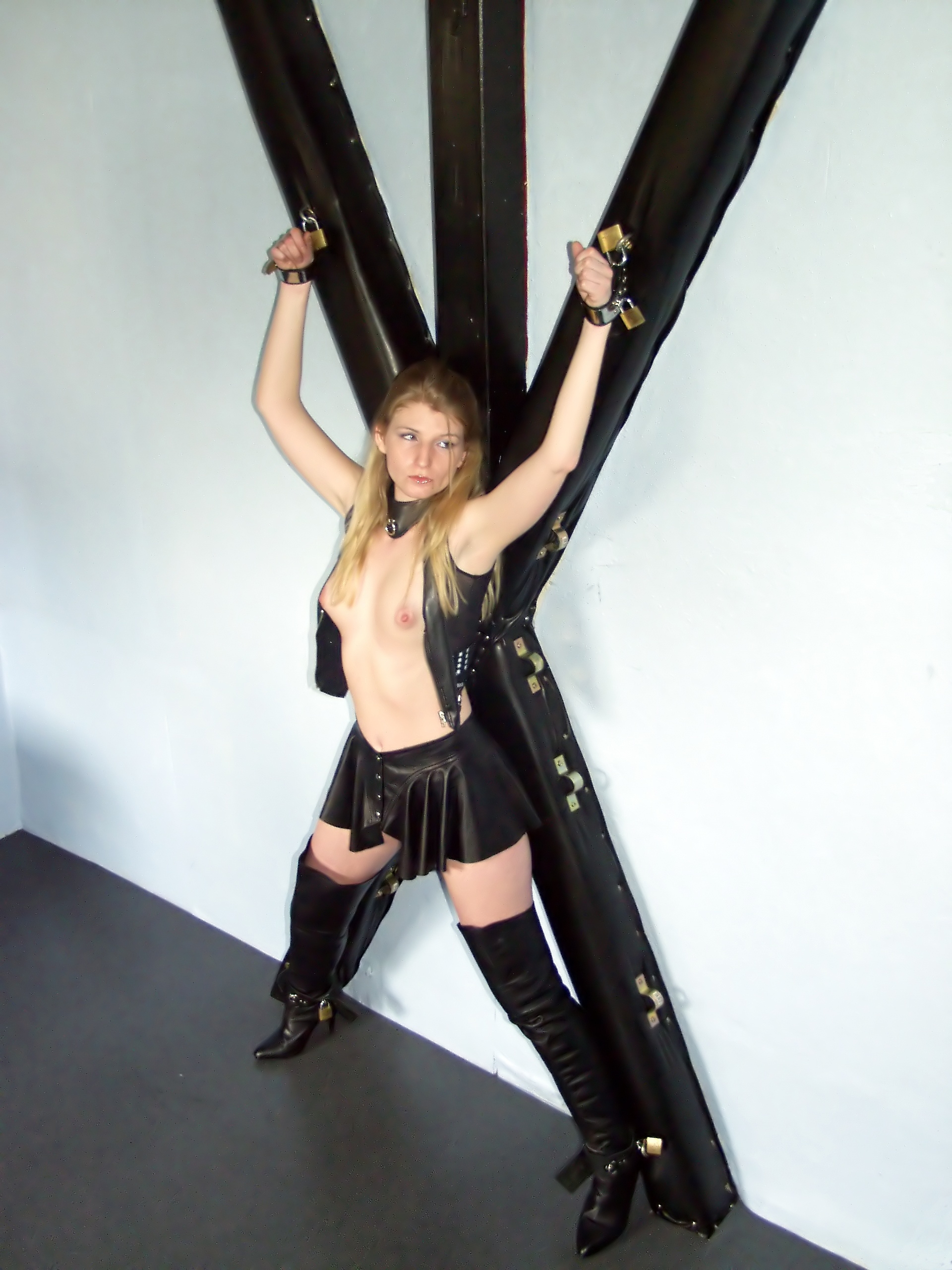
چکمه بالای زانو در پورن
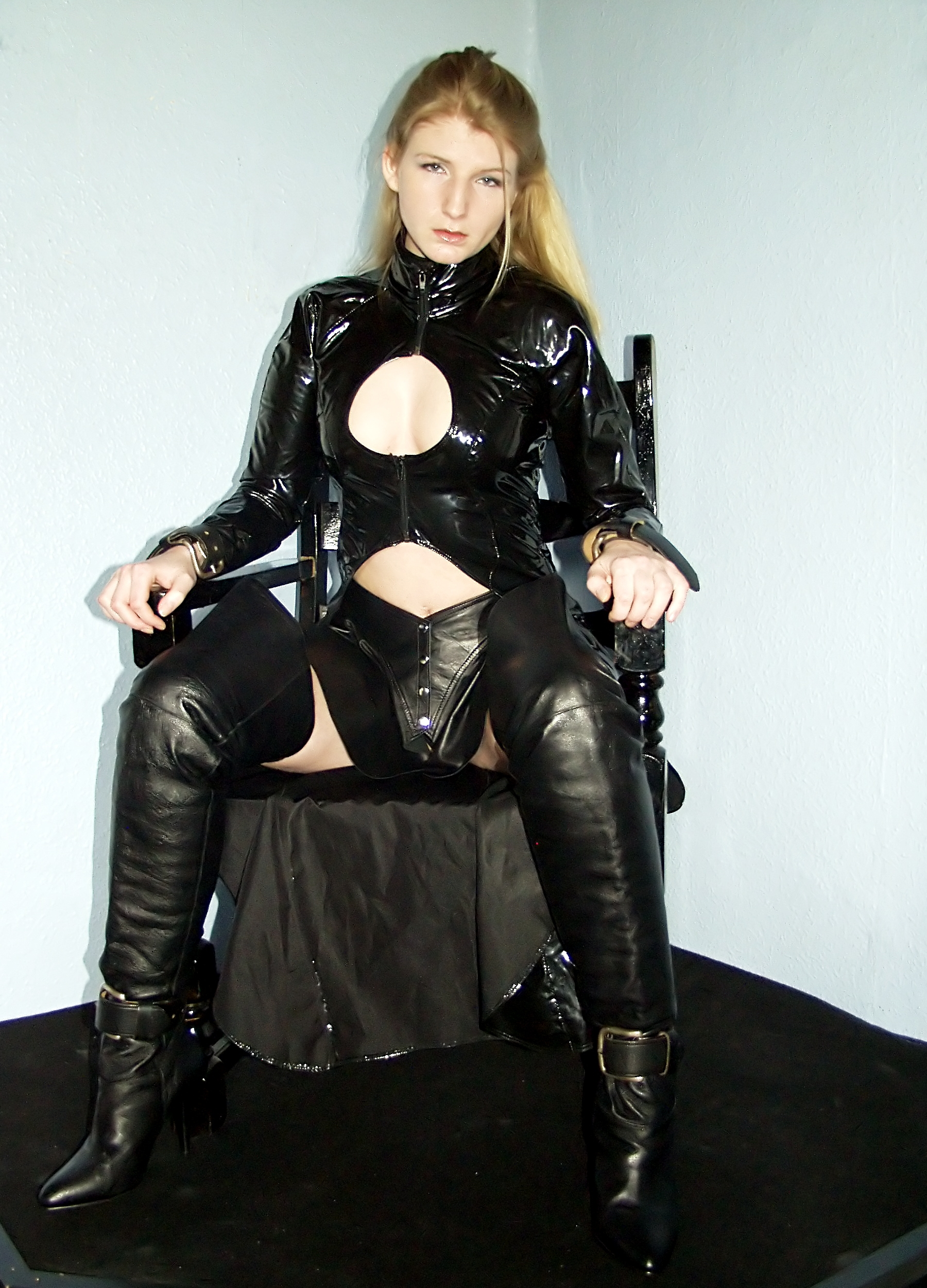
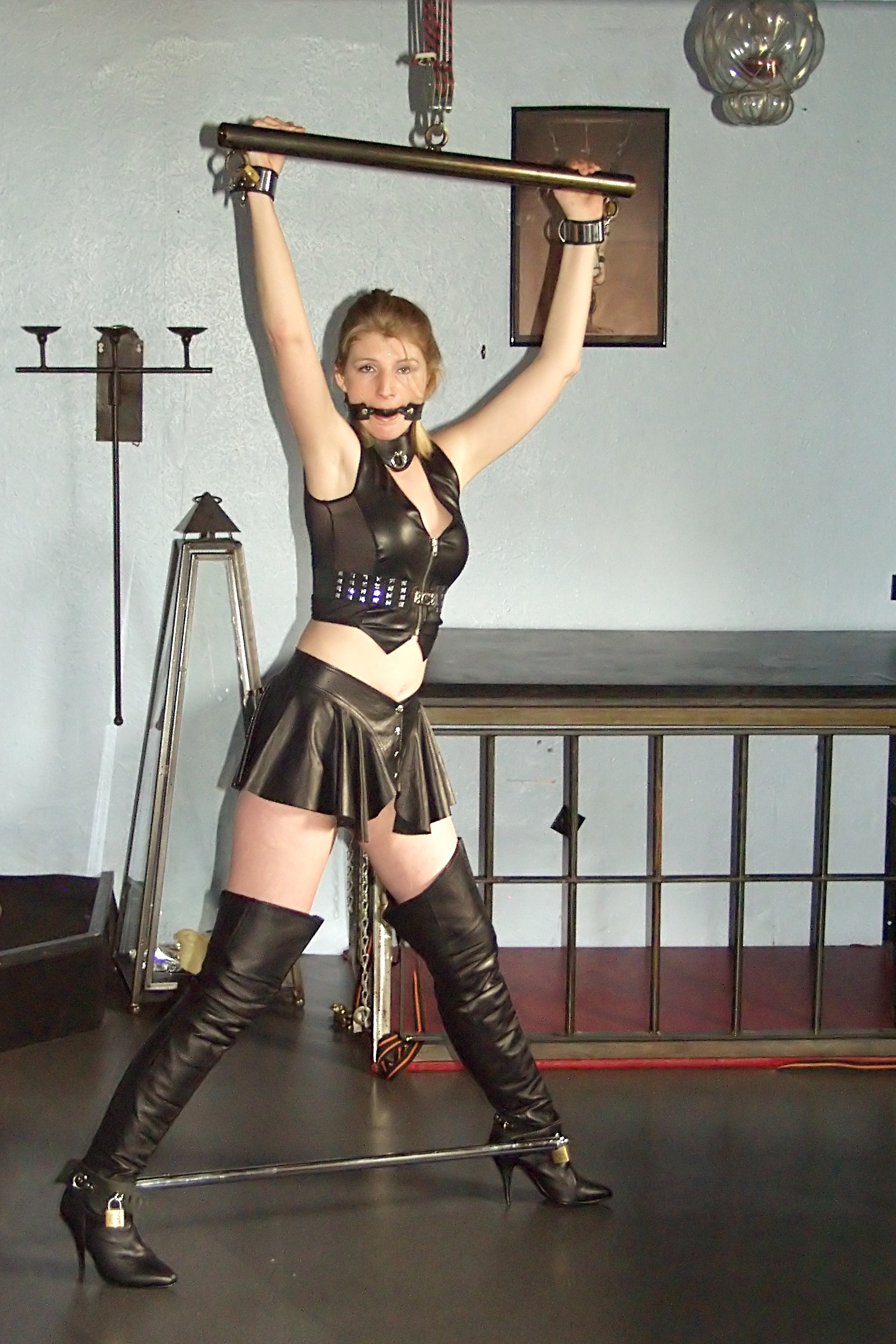